# راسل هيندر
راسل هيندر (بالإنجليزية: Russell Hinder) مواليد 10 يوليو 1979، هو لاعب كرة سلة أسترالي سابق بدأ مسيرته الاحترافية في سنة 2001.

## روابط خارجية
- راسل هيندر على موقع الاتحاد الدولي لكرة السلة (الإنجليزية)
- راسل هيندر على موقع كرة السلة الأوروبية.كوم (الإنجليزية)
- راسل هيندر على موقع كلية كرة السلة في سبورتس رفرنس.كوم (الإنجليزية)
- راسل هيندر على موقع ريلجم (الإنجليزية)
- راسل هيندر على موقع بروبوليرز (الإنجليزية)
- راسل هيندر على موقع سبورتس رفرنس (الإنجليزية)
- راسل هيندر على موقع اتحاد ألعاب الكومنولث (مؤرشف) (الإنجليزية)
- راسل هيندر على موقع دورة ألعاب الكومنولث 2006 (مؤرشف) (الإنجليزية)